# Betty Ehrenborg
Katarina Elisabet (Betty) Ehrenborg, gift Posse af Säby, född 22 juli 1818 i Medelplana församling, Skaraborgs län, död 22 juli 1880 i Södertälje stadsförsamling, Södermanlands län, var en svensk pedagog, författare och psalmförfattare. Hon räknas som en av den svenska söndagsskolans grundare. Betty Ehrenborg omnämns ofta med det dubbla efternamnet "Ehrenborg-Posse". Detta är en sentida konstruktion, som hon själv aldrig använde. Efter giftermålet skrev hon sig endast "Betty Posse", som författare levde hennes namn "Betty Ehrenborg" och förkortningen "B. E-g." dock kvar.

## Biografi
Betty Ehrenborg var dotter till justitieombudsmannen Casper Isaac Michael Ehrenborg och Anna Fredrica Carlqvist, som var ofrälse och dotter till en handlande i Karlstad. Även modern författade andliga sånger. Brodern Richard Ehrenborg var brukspatron i Lindesberg. Hemkommen 1851 från en längre studieresa i England praktiserade Betty Ehrenborg kunskaperna från resan på broderns herrgård Bohr, dit hon bjöd in traktens unga till en återkommande söndagsskola.
Hon arbetade som guvernant 1846–48. Åren 1852–53 studerade hon vid British and foreign school i London. Vid hemkomsten till Sverige blev hon medarbetare i tidningen Väktaren 1853 och medlem i dess redaktion från 1856. Hon var lärare vid Diakonissanstalten i Stockholm 1853, grundade och drev en skola vid Bårs bruk, Lindesberg 1855–56 och var sedan föreståndare vid ett lärarinneseminarium i Stockholm 1856–62. 

### Familj
Ehrenborg gifte sig 19 maj 1856 på Bors bruk i Lindesbergs socken med aktuarie i Riksarkivet Johan August Posse af Säby (1815–1865), son till sekundmajoren Carl Henrik Posse af Säby vid Västgötadals regemente och Sofia Augusta Ribben. Posse var änkling efter Tekla Eva Amalia Heijkenskjöld (1826–1853). Ehrenborg och Posse fick tillsammans barnen afrikamissionären August Posse (1857–1887), diakonen Anna Elisabet Posse (1859–1929) i Gävle församling, som var gift med biskopen Nils Lövgren i Västerås stift och afrikamissionären Hedvig Posse (1861–1927).

## Verk

### Psalmförfattarskap
Känd är Ehrenborgs originalpsalm Så älskade Gud världen all från 1856, som togs med i Nya Psalmer 1920 och i 1937 års psalmbok. Bland hennes övriga sånger märks bl.a. hennes påskpsalm O Jesus, jag häpnar för kärleken stora. Hon finns bland annat representerad i Den svenska psalmboken 1986 med en originaltext (nr 28) och fyra bearbetade/översatta psalmer (nr 179, 222, 230 och 246), därtill har hon förekommit i tidigare psalmböcker som Svensk Söndagsskolsångbok 1908 och Svenska Missionsförbundets sångbok 1920 (SMF 1920) och andra frikyrkliga. 
Betty Ehrenborg gav ut tre häften Andeliga sånger för barn 1852 och 1856. I den sistnämnda sångboken publicerades G Berggrens översättning av Abel Burckhardts När juldagsmorgon glimmar, vilket lett till missuppfattningen att det skulle vara Ehrenborg som gjort översättningen.

#### Psalmer
- Barnen i Jerusalem (Svensk Söndagsskolsångbok 1908 nr 290) Finns på Wikisource.
- Blinka lilla stjärna översatt Finns på Wikisource.
- Dyra själ, har det dig smärtat (SMF 1920 nr 193) egen originaltext till melodi av J. A. Josephson Finns på Wikisource.
- Ett barn i dag är oss givet (Svensk Söndagsskolsångbok 1908 nr 24, SMF 1920 nr 91) översättning Finns på Wikisource.
- Fader vi bedja dig, Värdes (SMF 1920 nr 374) översättning från tyska. Melodi av Carl Maria von Weber Finns på Wikisource.
- Från Lapplands fjäll och sjöar (FA:s sångbok 1990 nr 666) översättning
- För en tid vi skiljas här (Svensk Söndagsskolsångbok 1908 nr 347) Finns på Wikisource.
- Gode Jesus, låt mig vara (Svensk Söndagsskolsångbok 1908 nr 133) Finns på Wikisource.
- Herre, se en liten skara (Svensk Söndagsskolsångbok 1908 nr 98) Finns på Wikisource.
- Här en källa rinner (Svensk Söndagsskolsångbok 1908 nr 67, SMF 1920 nr 230, 1986 nr 246) översatt William Cowpers text 1854 Finns på Wikisource.
- Jag bär min synd till Jesus (Svensk Söndagsskolsångbok 1908 nr 183) Finns på Wikisource.
- Jag vet en äng, så frisk och grön (Svensk Söndagsskolsångbok 1908 nr 81) Finns på Wikisource.
- Jag är främling, jag är en pilgrim (Svensk Söndagsskolsångbok 1908 nr 253, SMF 1920 nr 481) översättning Finns på Wikisource.
- Just som jag är, ej med ett strå (SMF 1920 nr 239, 1986 nr 222) översatt 1853. Melodi av Oscar Ahnfelt Finns på Wikisource.
- Klippa, du som brast för mig (SMF 1920 nr 227, 1986 nr 230) översatt Augustus Montague Topladys text 1856. Melodi av T. Hastings Finns på Wikisource.
- Kom till mitt kalla Sionstoner 1935 Finns på Wikisource.
- Morgon mellan fjällen (Svensk Söndagsskolsångbok 1908 nr 5, 1986 nr 179) översatt 1852 Finns på Wikisource.
- När jag ser i Guds bok Svensk Söndagsskolsångbok 1929 nr 92
- O Jesus, jag häpnar för kärleken stora (Sionstoner 1935 nr 101) skriven okänt årtal Finns på Wikisource.
- Omkring Guds tron det står en här (Svensk Söndagsskolsångbok 1908 nr 336) Finns på Wikisource.
- Om någon till ont mig locka vill  (Svensk Söndagsskolsångbok 1908 nr 171) Finns på Wikisource.
- Så älskade Gud världen all (Svensk Söndagsskolsångbok 1908 nr 11, SMF 1920 nr 109, 1986 nr 28) skriven 1856 Finns på Wikisource.
- Till polens kalla gränser (Svensk Söndagsskolsångbok 1908 nr 238, SMF 1920 nr 605) översättning av Reginald Hebers text Finns på Wikisource.
- Vad har min Jesus gjort för mig? (SMF 1920 nr 466) bearbetning Finns på Wikisource.
- Vem gjorde skyn så klar och blå (Svensk Söndagsskolsångbok 1908 nr 3, SMF 1920 nr 18) översättning Finns på Wikisource.
- Vid gryende dag Maria begav (Svensk Söndagsskolsångbok 1908 nr 322, SMF 1920 nr 148) översättning, med melodi av A. D. Thomson Finns på Wikisource.

#### Visor
- Blinka lilla stjärna